# Einsprungpunkt
Der Einsprungpunkt (englisch entry point) – oder auch die Main-Funktion (englisch oft nur main genannt) und weiter lehnübersetzt auch Hauptfunktion – bezeichnet in der Programmierung diejenige Stelle in einem Programm oder einer Funktion, an der der Kontrollfluss, d. h. die Ausführung, beginnt.

## Weitere Einzelheiten
Jedes Programm besitzt im Allgemeinen nur einen Einsprungpunkt. Bei Programmen, die in C, C++, C#, VB.NET oder Java geschrieben sind, ist dies beispielsweise die Funktion main(…). In Pascal resp. Object Pascal besitzt sie keine Signatur, sondern nur einen Methodenrumpf (Block) begin…end. am Ende der Haupt-Unit des Projekts.
Programmbibliotheken besitzen für jede exportierte Funktion einen Einsprungpunkt. Unter Windows können diese u. a. mit dem Entwicklerwerkzeug Dependency Walker angezeigt werden.
Technisch gesehen ist es jene Speicheradresse, auf die der Befehlszähler beim Start eines Programms oder beim Aufruf einer Funktion gesetzt wird.
Informationen über Einsprungpunkte werden in der Programm- bzw. Bibliotheksdatei üblicherweise im Dateikopf hinterlegt. Die Speicherung ist abhängig vom verwendeten Betriebssystem.

## Einzelbelege
1. ↑  1.1.14 Die main-Funktion. In: Abschnitt zu Einführung in C, bei der Hochschule Schmalkalden. Archiviert vom Original (nicht mehr online verfügbar) am 21. Oktober 2017; abgerufen am 13. August 2018.
2. ↑  Das C Tutorial […]: Funktionen Teil 2: Hauptfunktion. In: c-howto.de. Abgerufen am 11. September 2017.
3. ↑  Programming Languages — C++. In: Internationale Organisation für Normung (Hrsg.): ISO/IEC JTC1 SC22 WG21 N4860. Genf 31. März 2020, Chapter 6.9.3: Start and termination – main function, S. 82–85 (englisch, isocpp.org [PDF; 7,2 MB; abgerufen am 29. Juni 2025]).
4. ↑  Main Procedure in Visual Basic. In: learn.microsoft.com. Microsoft, 15. September 2021, abgerufen am 29. Juni 2025 (englisch).
5. ↑  Christian Ullenboom: Java ist auch eine Insel. 17. Auflage. Rheinwerk Computing, 2023, ISBN 978-3-8362-9544-4, Kapite 4.7: Der Einstiegspunkt für das Laufzeitsystem: main(…), S. 295–297 (rheinwerk-verlag.de [abgerufen am 29. Juni 2025]).
6. ↑  Programs and Units (Delphi). In: docwiki.embarcadero.com. Embarcadero, abgerufen am 29. Juni 2025 (englisch).
7. ↑  Exporting from a DLL. In: learn.microsoft.com. Microsoft, 3. August 2021, abgerufen am 29. Juni 2025 (englisch).
8. ↑  Export Function List View. In: dependencywalker.com. Abgerufen am 30. Juni 2025 (englisch).